# Allicin
| Allicin |                                               |
| Az R-allicin szerkezete                                                                                         |                                               |
| \| \| \| |                                               |
| Az R-allicin pálcikamodellje                                                                                    |                                               |
| Szabályos név                                                                                                   | 3-[(prop-2-én-1-szulfinil)szulfanil]prop-1-én |
| Kémiai azonosítók                                                                                               |                                               |
| CAS-szám | 539-86-6                                      |
| PubChem | 65036                                         |
| ChemSpider | 58548                                         |
| EINECS-szám | 208-727-7                                     |
| DrugBank | DB11780                                       |
| KEGG | C07600                                        |
| MeSH | Allicin                                       |
| ChEBI | 28411                                         |
| SMILES | O=S(SC\C=C)C\C=C                              |
| InChI | 1/C6H10OS2/c1-3-5-8-9(7)6-4-2/h3-4H,1-2,5-6H2 |
| InChIKey | JDLKFOPOAOFWQN-UHFFFAOYSA-N                   |
| Beilstein | 1752823                                       |
| UNII | 3C39BY17Y6                                    |
| ChEMBL | 359965                                        |
| Kémiai és fizikai tulajdonságok                                                                                 |                                               |
| Kémiai képlet                                                                                                   | C6H10OS2                                      |
| Moláris tömeg                                                                                                   | 162,27 g/mol                                  |
| Megjelenés | Színtelen folyadék                            |
| Sűrűség | 1,112 g/cm³                                   |
| Olvadáspont | <25 °C                                        |
| Forráspont | bomlik                                        |
| Ha másként nem jelöljük, az adatok az anyag standardállapotára (100 kPa) és 25 °C-os hőmérsékletre vonatkoznak. |                                               |
| |                                               |

Az allicin a hagymaformák családjához (Alliaceae) tartozó fokhagymából származtatható szerves kénvegyület. Először Chester J. Cavallito és John Hays Bailey izolálta 1944-ben. Amikor a friss fokhagymát felvagdossák vagy összezúzzák, az alliináz enzim az alliint allicinná alakítja, ami a friss hagyma aromájáért felelős. A képződő allicin viszont igen bomlékony, instabil, hamar átalakul más kéntartalmú vegyületekké, például diallil-diszulfiddá. Antibakteriális, gomba- és vírusölő, és protozoaellenes hatásokat mutat. Az allicin a fokhagyma kártevők elleni védelme.

## Szerkezete és előfordulása
Az allicin tioszulfinát funkciós csoportot tartalmaz: R−S(O)−S−R. Hacsak nem éri szöveti károsodás, a vegyület nem fordul elő a fokhagymában. Az alliináz enzim állítja elő alliinból. Az allicin királis, de csak racém formában fordul elő a természetben. A racém formája ezenkívül diallil-diszulfid oxidációjával is előállítható:
{\displaystyle \mathrm {\left(SCH_{2}CH\!=\!CH_{2}\right)_{2}+RCO_{3}H\rightarrow CH_{2}\!=\!CHCH_{2}S\left(O\right)SCH_{2}CH\!=\!CH_{2}+RCO_{2}H} }
Amennyiben a pH érték 3 alá csökken, az alliináz visszafordíthatatlanul deaktiválódik, így a friss vagy porított fokhagyma a fogyasztás után a testben nem termel allicint. Továbbá, az allicin instabil vegyület, 23 °C mellett 16 óra alatt teljesen elbomlik.

## Az allicin bioszintézise

Az allicin bioszintézise

Olajszerű, halványsárga színű folyadék, a fokhagyma jellegzetes illatáért felelős. A szulfénsav tioésztere, allil-tioszulfinátként is ismeretes. Biológiailag antioxidáns hatásán kívül a tioltartalmú fehérjékkel való reakciójáról is nevezetes.
Az allicin bioszintézisekor először a ciszteint alliinná alakítják. Ezt a piridoxál-foszfát-tartalmú alliináz enzim széthasítja, ekkor alliszulfénsav, piruvát és ammónia keletkezik. Szobahőmérsékleten az alliszulfénsav bomlékony és igen reaktív, emiatt két molekulája egy dehidratációs folyamatban spontán egyesül, így keletkezik allicin.
A fokhagyma sejtjei is allicint termelnek, mikor károsodás éri őket. Emiatt áraszt a fokhagyma jellegzetes illatot, amikor felvagdossák vagy összetörik. Eredetileg az alliin és az alliináz két külön rekeszben helyezkedik el, és csak akkor lépnek egymással reakcióba, ha a kettő közti válaszfal megreped vagy felhasad.

## Fordítás
Ez a szócikk részben vagy egészben  az   Allicin című angol Wikipédia-szócikk fordításán alapul.  Az eredeti cikk szerkesztőit annak laptörténete sorolja fel. Ez a jelzés csupán a megfogalmazás eredetét és a szerzői jogokat jelzi, nem szolgál a cikkben szereplő információk forrásmegjelöléseként.